# La Victòria
La Victòria este o arie protejată (sit de importanță comunitară — SCI, arie de protecție specială avifaunistică — SPA) din Spania întinsă pe o suprafață de 994,52 ha, integral pe uscat.

## Localizare
Centrul sitului La Victòria este situat la coordonatele 39°52′02″N 3°10′46″E / 39.8672°N 3.1794°E.

## Înființare
Situl La Victòria a fost declarat arie de protecție specială avifaunistică în martie 2006 pentru a proteja 1 specie de plante și 9 specii de animale. Situl a fost protejat și ca sit de importanță comunitară în iulie 2000.

## Biodiversitate
Situată în ecoregiunea mediteraneană, aria protejată conține 11 habitate naturale: Faleze cu vegetație de Limonium spp. endemic de pe coastele mediteraneene, Dune de pe litoral fixate cu Crucianellion maritimae, Păduri de Quercus ilex și Quercus rotundifolia, Pseudostepă cu ierburi și specii anuale de Thero-Brachypodietea, Tufărișuri termo-mediteraneene și de pre-deșert, Dune mobile cu vegetație embrionară, Galerii și tufărișuri riverane sudice (Nerio-Tamaricetea și Securinegion tinctoriae), Pante stâncoase calcaroase cu vegetație casmofită, Păduri de Olea și Ceratonia, Vegetație anuală la limita mareei, Lande oro-mediteraneene cu formațiuni endemice de grozamă.
La baza desemnării sitului se află mai multe specii protejate:
- plante (1): Paeonia cambessedesii
- păsări (8): pasărea ogorului (Burhinus oedicnemus), ciocârlie-cu-degete-scurte (Calandrella brachydactyla), șoim călător (Falco peregrinus), Galerida theklae, vultur pescar (Pandion haliaetus), Phalacrocorax aristotelis desmarestii, turturică (Streptopelia turtur), Sylvia sarda
- nevertebrate (1): croitorul mare al stejarului (Cerambyx cerdo)